# 小島権徳
小島 権徳（こじま けんとく、1995-02-01）は、日本のモデル、俳優、男性タレント。

## 出演

### 映画
- 『RYOMA 空白の三か月』 - 沢村惣之丞 役

### テレビ番組
2014年
- 土曜プレミアム・芸能界特技王決定戦TEPPEN2014Summer（フジテレビ系列）
- とくダネ!（フジテレビ系列）

2015年
- カルチュラサークル（フジテレビ系列）

### イベント
- 『神酒ノ尊-ミキノミコト-』 - 水神 役